# L'Œil au beurre noir
L'Œil au beurre noir est un roman inédit de Pierre Molaine publié en 2011 aux éditions des Traboules.

## Genèse du roman
Ce roman est l'une des composantes d'un ensemble de romans inédits à tonalité autobiographique au regard de l'instance d'énonciation choisie et du décor où l'auteur a vécu et exercé.
Le manuscrit original de L'Œil au beurre noir se trouve dans le Fonds Pierre Molaine de la Bibliothèque municipale de Lyon.

## Résumé
À Lyon, un jeune professeur partage son temps entre l'université où il poursuit des études, le lycée où il enseigne, sa famille, ses rencontres. En butte à un monde qu'il ne comprend pas toujours, il promène un regard à la fois tendre et cruellement ironique sur la société  des hommes. Au fil de ses pérégrinations dans une ville bouleversée par les travaux d'un maire bâtisseur, Louis Pradel, son œil se colore plus ou moins selon les horions qu'il donne et reçoit au gré des circonstances. Même la langue française qu'il aime tant se délite sous ses yeux. Bon an mal an, revenu de tout, il poursuivra une vie solitaire, cultivant dans un éloignement résigné, une sagesse philosophique nourrie de plaisirs simples.